# Nowołabuń
Nowołabuń (ukr. Новолабунь; hist. Łabuń) – wieś na Ukrainie, w obwodzie chmielnickim, w rejonie połońskim
Pod rozbiorami siedziba gminy Łabuń w powiecie zasławskim guberni wołyńskiej.

## Zabytki
- pałac - wzniesiony na gruzach dawnego zameczku przez Józefa Gabriela Stempkowskiego, kasztelana i wojewodę kijowskiego, faworyta króla Polski Stanisława Augusta Poniatowskiego. Okazały pałac, w którym dawniej odbywały się wspaniałe zabawy[1] powstał według projektu Efraima Szregera. W tej luksusowej rezydencji, do której meble sprowadzano z Francji, Stempkowski gościł dwa razy króla Stanisława Augusta w 1781 i 1787 r.[1] Koszty budowy i wyposażenia spowodowały jednak bankructwo Stempkowskiego, który uciekł przed wierzycielami do Warszawy, a pałac, ograbiony przez wierzycieli, został rozebrany przez miejscową ludność[2].